# Abraham Wilhelm af Sillén
Abraham Wilhelm af Sillén, född den 7 december 1813 i Stockholm, död där den 2 maj 1895, var en svensk präst, skolman och skriftställare. Han var son till Gustaf af Sillén och far till Elisabeth af Sillén.
af Sillén blev student vid Uppsala universitet 1831, filosofie magister 1836, och teologie kandidat 1841. Han prästvigdes sistnämnda år, varefter han blev kollega i Hudiksvall 1842 och lektor vid Athenaeum i Gävle 1845. af Sillén var 1857–1886 rektor vid Adolf Fredriks lägre elementarläroverk i Stockholm. Han utgav Svenska handelns och näringarnes historia (5 delar, 1851–1871, varav ett sammandrag till år 1809 utkom 1886), vidare anonymt Det svenska studentlifvet (1838–1839; översättning till danska av Carl Ploug 1849), en litterärt obetydlig, men som tidsskildring och uppsaliensisk miljömålning inte ointressant bok, samt under pseudonymen Sverre åtskilliga smärre historiska uppsatser, berättelser med mera.